# 男性貞操帶

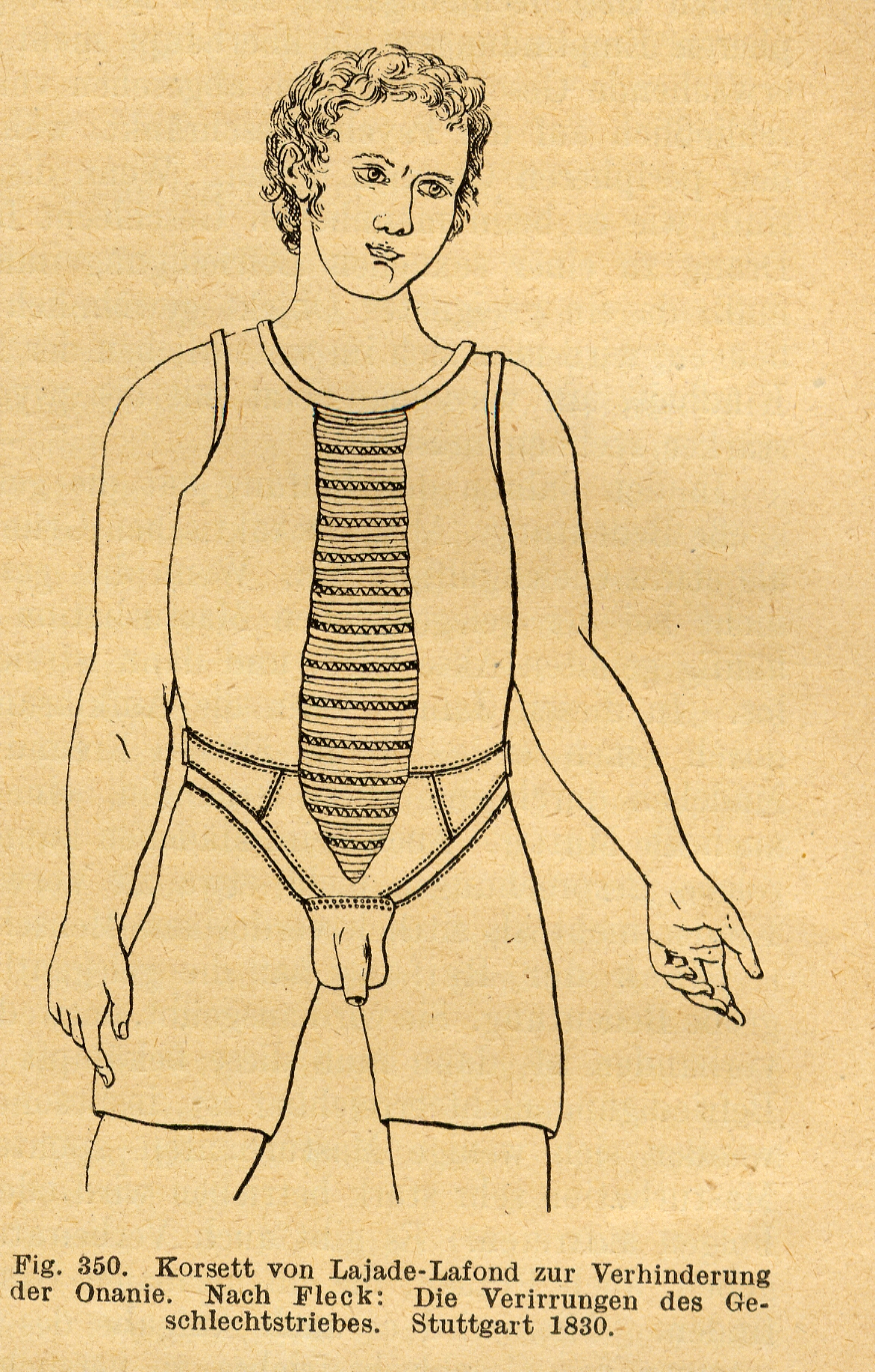
男用貞操帶

男用貞操帶是為男性而設，封鎖男性生殖器官的器具，保持穿戴者的貞操，避免自慰。

## 構造

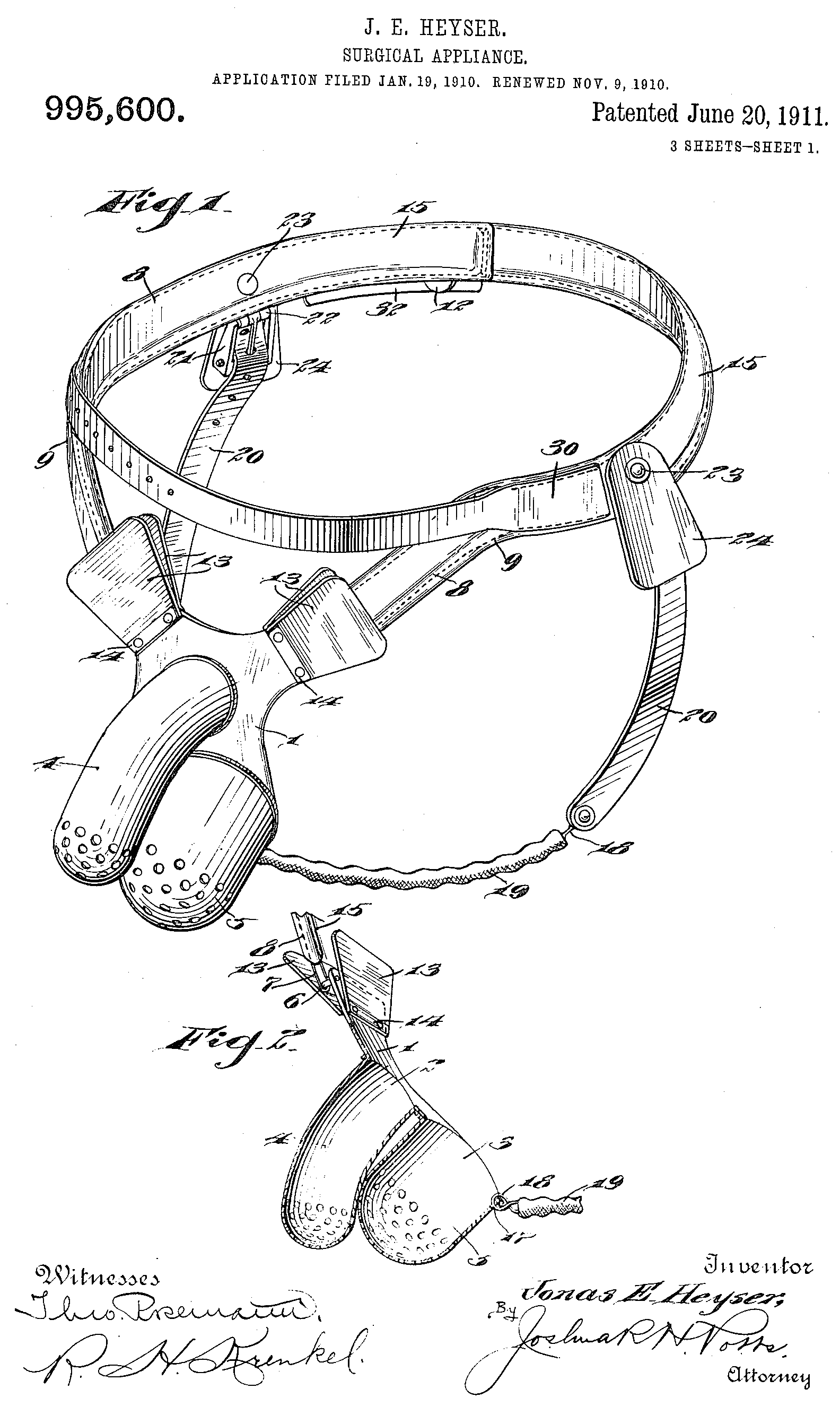
男用貞操帶的結構

男性用的貞操帶裝載非勃起状態下的陰莖，呈向下管状。此構造使性器與外界完全隔離，阻隔外界的刺激、性交以至自慰導致射精。若果一名男性穿戴貞操帶時勃起，物理的阻礙會使其感到被拘束、阻壓的痛苦。穿戴後因任意勃起而射精以及夢遺均不能避免。
貞操帶的前端設一小孔，設計對準陰莖的尿道口。因男性的生理結構或陰莖之大小有異，未必可以絕對對準出口。穿戴者可能要放棄站立式的尿廁而選擇坐廁及蹲廁。

## 衛生問題

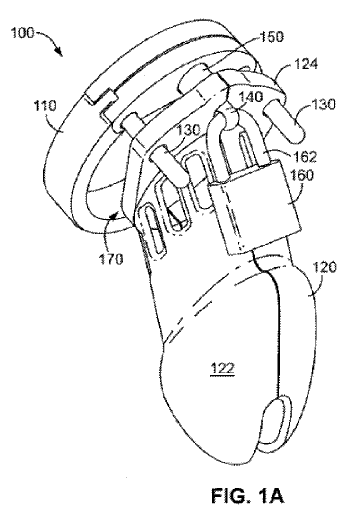
一款塑膠貞操鎖

長時間佩帶貞操配件、鎖，包括穿著如廁、沐浴，大便的抹拭不清潔，會引起肛門及附近皮膚的感染。尿液殘留在周圍的皮膚會使細菌繁殖，尿垢累積、提高發炎過敏、潰爛的風險。應考慮使用蓮蓬頭沖洗、並充分乾燥、注重個人清潔。

## 貞操帶管理
貞操帶應妥善管理，不應與其他人共同使用，否則會促成高傳染性疾病及性病的傳播。貞操帶鎖匙的持主應確保自己理性地控制自己的性慾，或將之交由他人管理。

## 安全性

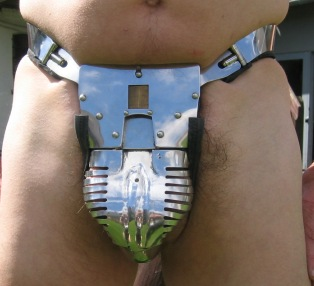
一男子穿上貞操帶。

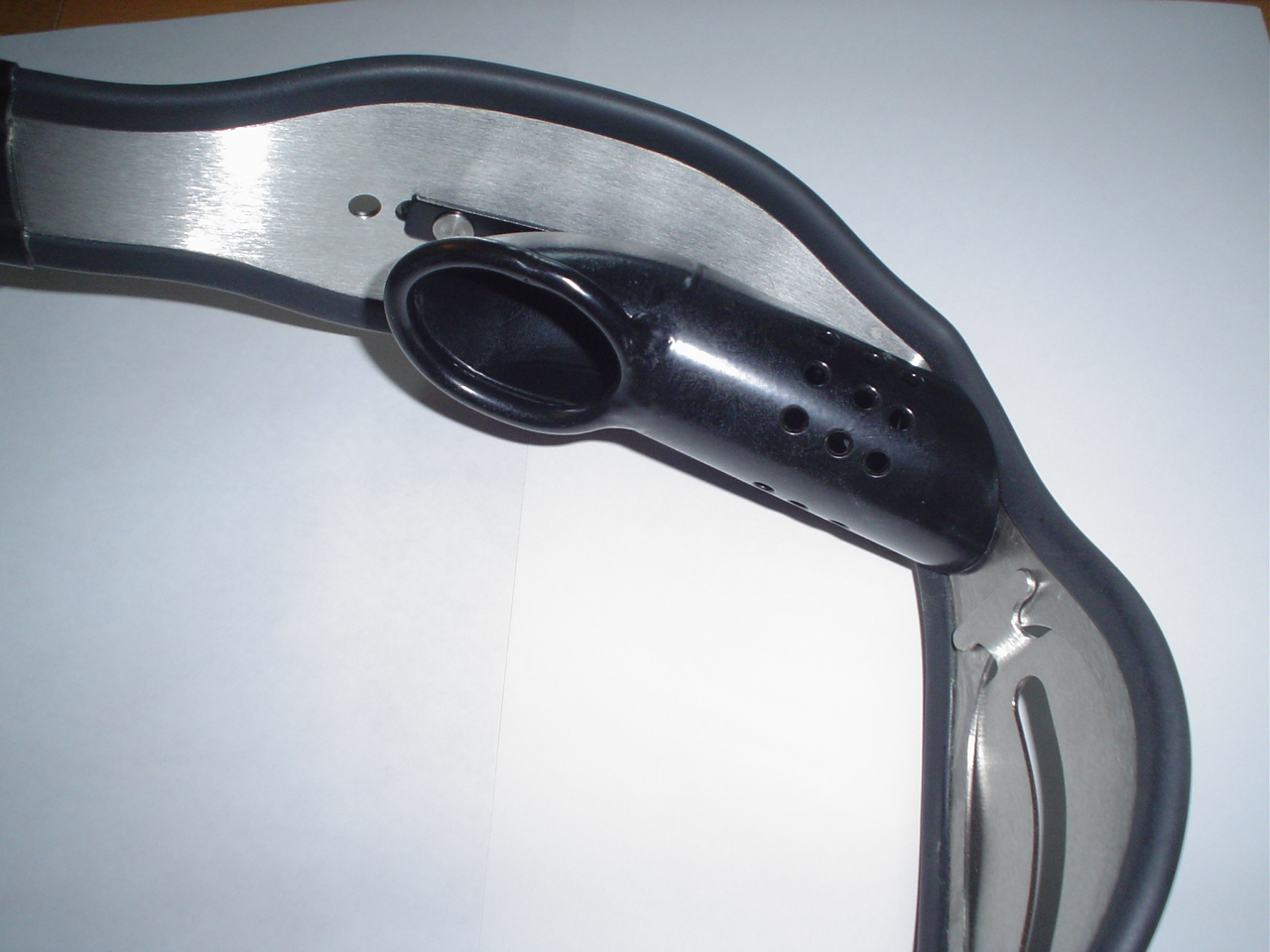
現代金屬製男用貞操帶。

男性的性器官十分之脆弱，貞操帶的管狀罩一定要剛好吻合其大小，太緊會阻礙血液流動。在2008年，一宗報導顯示一名男子在他遺失鑰匙後需要切除他的鈦金屬貞操裝置，束壓會損害生殖器。
對於佛羅倫斯貞操帶，若作長期佩帶則應使用醫療級的不鏽的鋼（316L or 304）或鈦金屬以減少過敏及金屬之毒性。一些貞操帶以尿道測探設計。但要注意的是：
1. 避免選有尖銳邊緣、尖端的裝置，可則易刮傷尿道。
2. 選擇非侵蝕性的、非有害製料。
3. 使用經徹底消毒的貞操帶以免尿道感染。[5]

## BDSM
在BDSM中，進行了權力交換後，亦可以增加受支配者的被虐感。臣服者之間不同於他們多認真地投入於角色、訓練與情境中。進行臣服行為的動機可能包括了從責任中解脫、成為關注與情感的投射對象、獲得安全感、炫耀忍耐度以及處理解決羞恥的問題。有些人則單純只是享受他們的伴侶在一旁的那種「自然」感覺。所謂服務型（service-oriented）的臣服者也可能懷有一種內心深層想要「被使用」的慾望。